# La Roquette (Eure)
Pour les articles homonymes, voir La Roquette et Roquette.
La Roquette est une commune française située dans le département de l'Eure, en région Normandie.

## Géographie

### Localisation
| Heuqueville             | Heuqueville | Cuverville                                         |
| Daubeuf-près-Vatteville | La Roquette | Le Thuit                                           |
|                         | Muids       | Les Trois Lacs (comm. dél. de Bernières-sur-Seine) |

### Hydrographie
La commune est située dans le bassin Seine-Normandie. Elle est drainée par la Seine, un bras du Moulin et un autre petit cours d'eau,.

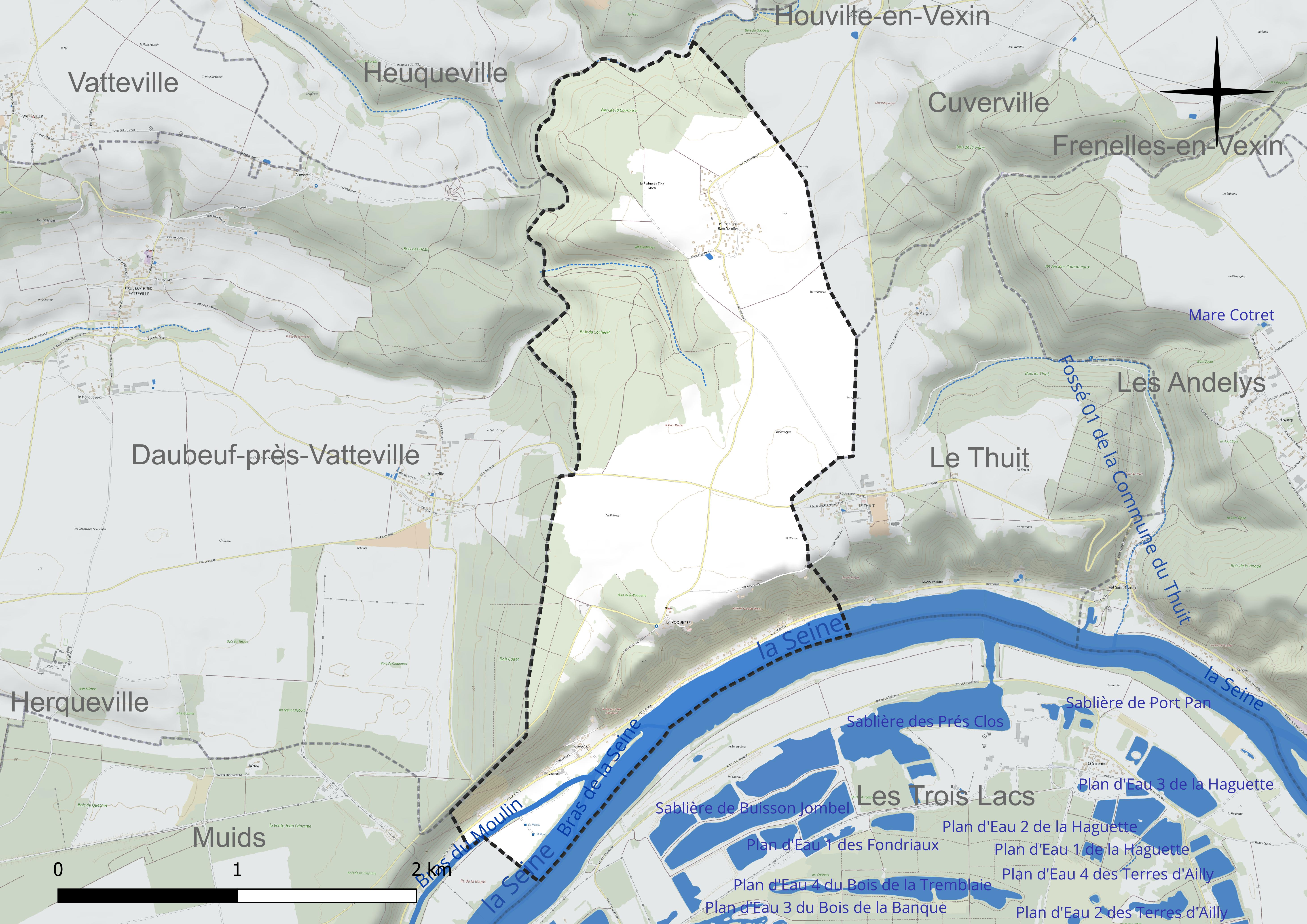
Réseau hydrographique de la Roquette.

### Climat
Pour des articles plus généraux, voir Climat de la Normandie et Climat de l'Eure.
En 2010, le climat de la commune est de type climat océanique dégradé des plaines du Centre et du Nord, selon une étude du CNRS s'appuyant sur une série de données couvrant la période 1971-2000. En 2020, Météo-France publie une typologie des climats de la France métropolitaine dans laquelle la commune est exposée à un climat océanique et est dans la région climatique  Côtes de la Manche orientale, caractérisée par un faible ensoleillement (1 550 h/an) ; forte humidité de l’air (plus de 20 h/jour avec humidité relative > 80 % en hiver), vents forts fréquents. Parallèlement le GIEC normand, un groupe régional d’experts sur le climat, différencie quant à lui, dans une étude de 2020, trois grands types de climats pour la région Normandie, nuancés à une échelle plus fine par les facteurs géographiques locaux. La commune est, selon ce zonage, exposée à un « climat des plateaux abrités », correspondant aux plaines agricoles de l’Eure, avec une pluviométrie beaucoup plus faible que dans la plaine de Caen en raison du double effet d’abri provoqué par les collines du Bocage normand et par celles qui s’étendent sur un axe du Pays d'Auge au Perche.
Pour la période 1971-2000, la température annuelle moyenne est de 10,7 °C, avec  une amplitude thermique annuelle de 14 °C. Le cumul annuel moyen de précipitations est de 737 mm, avec 11,8 jours de précipitations en janvier et 7,8 jours en juillet. Pour la période 1991-2020, la température moyenne annuelle observée sur la station météorologique la plus proche, située sur la commune de Muids à 5 km à vol d'oiseau, est de 12,0 °C et le cumul annuel moyen de précipitations est de 609,1 mm,. Pour l'avenir, les paramètres climatiques de la commune estimés pour 2050 selon différents scénarios d’émission de gaz à effet de serre sont consultables sur un site dédié publié par Météo-France en novembre 2022.

## Urbanisme

### Typologie
Au 1er janvier 2024, La Roquette est catégorisée commune rurale à habitat dispersé, selon la nouvelle grille communale de densité à 7 niveaux définie par l'Insee en 2022.
Elle est située hors unité urbaine. Par ailleurs la commune fait partie de l'aire d'attraction des Andelys, dont elle est une commune de la couronne,. Cette aire, qui regroupe 7 communes, est catégorisée dans les aires de moins de 50 000 habitants,.

### Occupation des sols
L'occupation des sols de la commune, telle qu'elle ressort de la base de données européenne d’occupation biophysique des sols Corine Land Cover (CLC), est marquée par l'importance des territoires agricoles (55,3 % en 2018), une proportion identique à celle de 1990 (55,3 %). La répartition détaillée en 2018 est la suivante : 
terres arables (44,7 %), forêts (40,1 %), zones agricoles hétérogènes (10,6 %), eaux continentales (4,6 %). L'évolution de l’occupation des sols de la commune et de ses infrastructures peut être observée sur les différentes représentations cartographiques du territoire : la carte de Cassini (XVIIIe siècle), la carte d'état-major (1820-1866) et les cartes ou photos aériennes de l'IGN pour la période actuelle (1950 à aujourd'hui).

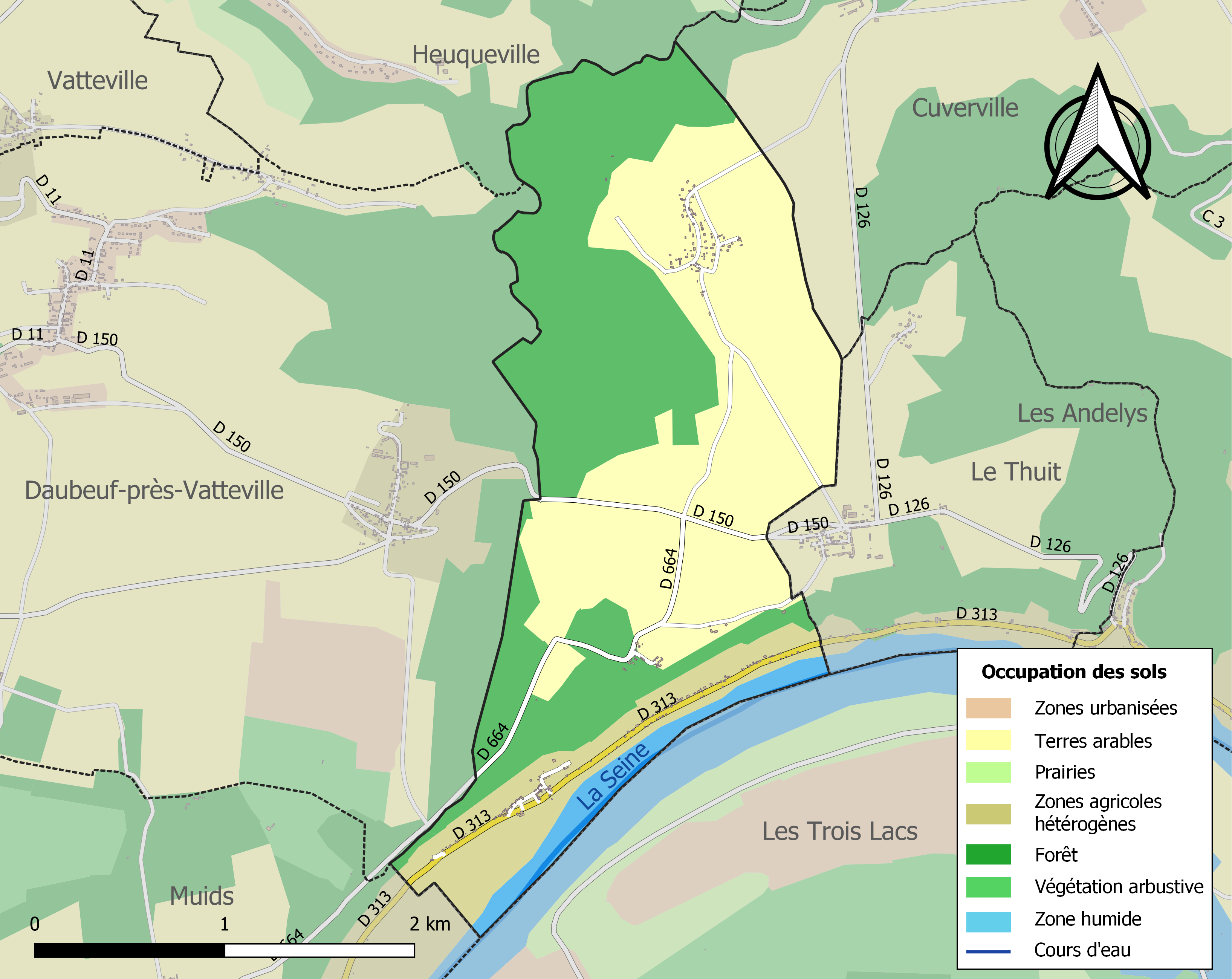
Carte des infrastructures et de l'occupation des sols de la commune en 2018 (CLC).

## Toponymie

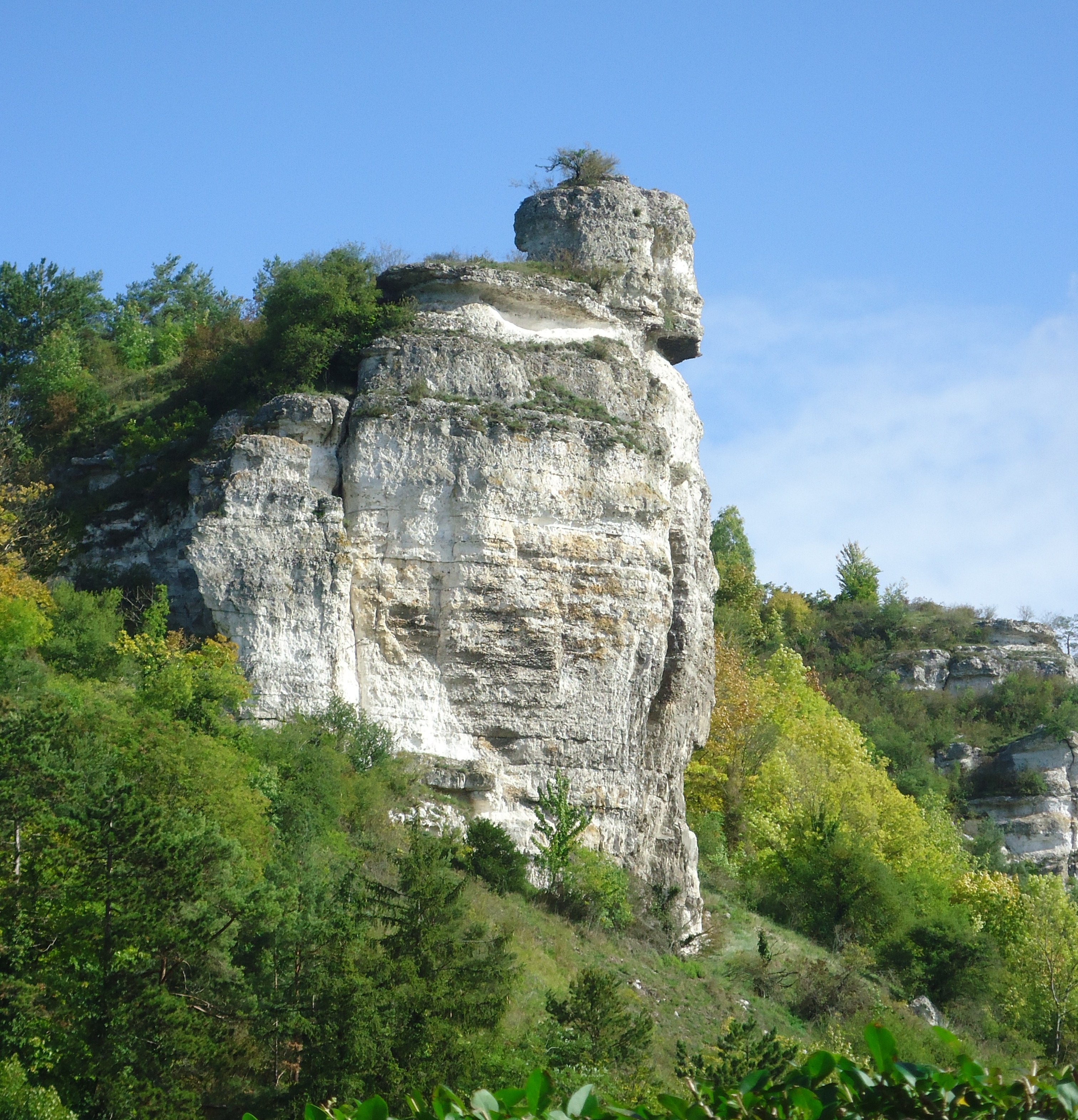
La Roquette - Roche à Tête d'Homme.

Le nom de la localité est attesté sous la forme latinisée Roqueta (p. d’Eudes Rigaud) vers 1240, Saint Martin de la Roquette en 1782 (Dictionnaire des postes).
Le nom de Roquette dérive du mot roc / roque (dans le sens de « rocher »), cette forme étant issue du normand parlé au nord de la ligne Joret, au sud le mot est rochette. Le mot roquette / rochette signifie par extension « château fort » ou plutôt « petit château fort ». Le Château-Gaillard était appelé dans les textes normands château de la Roque ou de la Roche, le mot roche / roque a eu en toponymie le sens de « maison forte » et « château fort ».
La Rocque est un hameau de La Roquette.

## Politique et administration
| Période                                  | Période  | Identité               | Étiquette | Qualité  |
| ---------------------------------------- | -------- | ---------------------- | --------- | -------- |
| mars 2008                                | 2014     | Christian Léguillon    |           | maire    |
| mars 2014                                | 2020     | Marc Bincaz            | SE        | retraité |
| 2020                                     | En cours | Christophe Bastianelli |           |          |
| Les données manquantes sont à compléter. |          |                        |           |          |

## Démographie
L'évolution du nombre d'habitants est connue à travers les recensements de la population effectués dans la commune depuis 1793. Pour les communes de moins de 10 000 habitants, une enquête de recensement portant sur toute la population est réalisée tous les cinq ans, les populations de référence des années intermédiaires étant quant à elles estimées par interpolation ou extrapolation. Pour la commune, le premier recensement exhaustif entrant dans le cadre du nouveau dispositif a été réalisé en 2008.

En 2022, la commune comptait 236 habitants, en évolution de −0,84 % par rapport à 2016 (Eure : −0,25 %, France hors Mayotte : +2,11 %).
| 1793 | 1800 | 1806 | 1821 | 1831 | 1836 | 1841 | 1846 | 1851 |
| ---- | ---- | ---- | ---- | ---- | ---- | ---- | ---- | ---- |
| 180  | 210  | 200  | 201  | 204  | 232  | 235  | 222  | 191  |

| 1856 | 1861 | 1866 | 1872 | 1876 | 1881 | 1886 | 1891 | 1896 |
| ---- | ---- | ---- | ---- | ---- | ---- | ---- | ---- | ---- |
| 166  | 195  | 170  | 153  | 136  | 133  | 144  | 135  | 131  |

| 1901 | 1906 | 1911 | 1921 | 1926 | 1931 | 1936 | 1946 | 1954 |
| ---- | ---- | ---- | ---- | ---- | ---- | ---- | ---- | ---- |
| 127  | 116  | 108  | 101  | 93   | 88   | 104  | 96   | 105  |

| 1962 | 1968 | 1975 | 1982 | 1990 | 1999 | 2006 | 2008 | 2013 |
| ---- | ---- | ---- | ---- | ---- | ---- | ---- | ---- | ---- |
| 82   | 70   | 108  | 126  | 204  | 189  | 217  | 225  | 244  |

| 2018 | 2022 | - | - | - | - | - | - | - |
| ---- | ---- | - | - | - | - | - | - | - |
| 238  | 236  | - | - | - | - | - | - | - |

## Culture locale et patrimoine

### Lieux et monuments

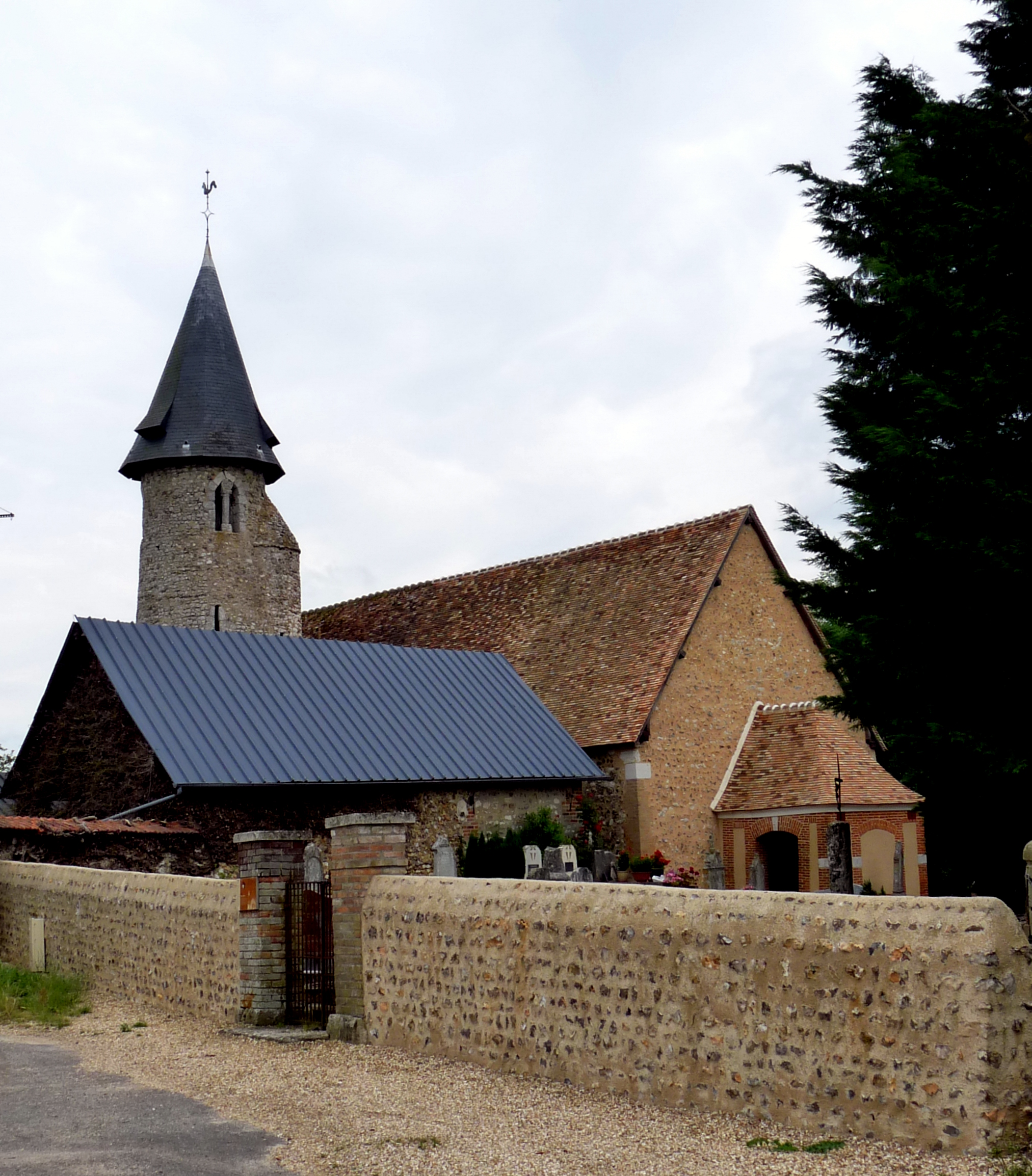
L'église Saint-Martin.

La commune de La Roquette compte un édifice classé au titre des monuments historiques :
- l'église Saint-Martin (XIIe et XVIIe),  Classé MH (1969)[25].

Il est à noter que la chapelle Saint-Laurent, édifice aujourd'hui détruit, est inscrite à l'inventaire général du patrimoine culturel.

### Patrimoine naturel

#### Sites classés
- La roche à tête d'homme, sculpture naturelle des falaises crayeuses, en rive droite de la Seine (Site classé).[réf. nécessaire]
- La boucle de la Seine dite de Château-Gaillard,  Site classé (2006)[27].